# Dom Żupny w Liptowskim Mikułaszu

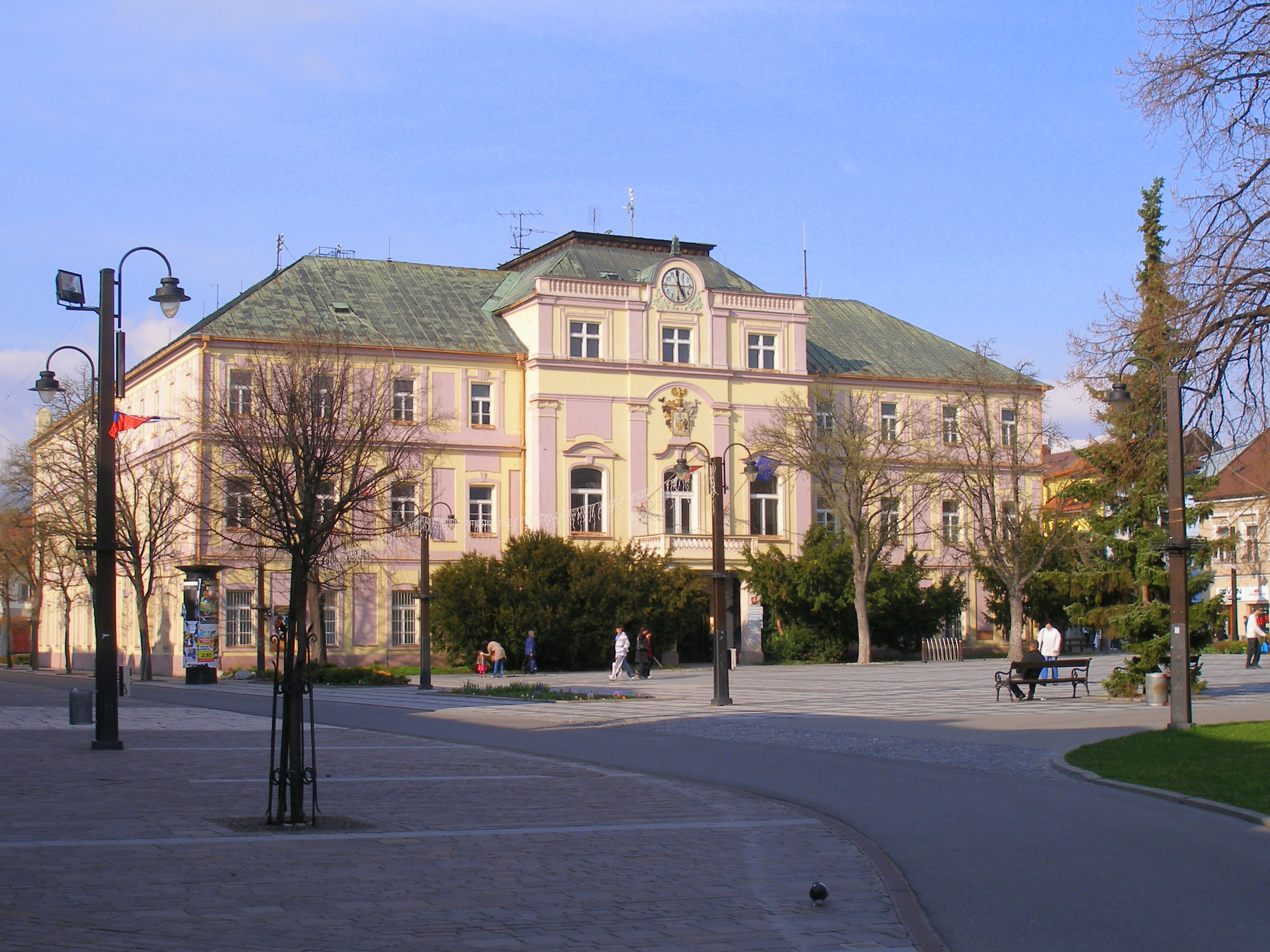
Dom Żupny w Liptowskim Mikułaszu

Dom Żupny (słow. Župný dom) – budowla, usytuowana w centrum Rynku (akt. nazwa: Námestie osloboditeľov) w Liptowskim Mikułaszu na Słowacji.
Chociaż o budowie nowej siedziby administracji komitatu liptowskiego mówiono już za czasów cesarzowej Marii Teresy, ten wielki, murowany, pierwotnie barokowy budynek, wzniesiony został dopiero w latach 1778-1793, w ostatecznej postaci pod kierunkiem mistrza budowlanego Petra Grossmanna z Bańskiej Bystrzycy. Zbudowany na planie prostokąta, z wielkim prostokątnym dziedzińcem pośrodku, miał początkowo tylko dwie kondygnacje. Po pożarze miasta z 24 kwietnia 1878 r. został odbudowany w stylu neoklasycystycznym. Obecny wygląd przyniosła mu przebudowa z roku 1907, kiedy to podniesiono budynek o trzecią kondygnację i przerobiono elewacje według projektu Imre Hégnány'a.
Elewacje północna i południowa 11-osiowe, dwie pozostałe – 13-osiowe. Elewację północną ożywiają trzy płytkie, jednoosiowe pseudoryzality, akcentujące jej środek i oba krańce. Ich krawędzie, jak również krawędzie całego bloku zdobią proste boniowania wykonane w tynku. Elewacja południowa zaakcentowana jest obecnie wydatnym trójosiowym ryzalitem z balkonem na poziomie pierwszego piętra, wysuniętym przed lico budynku i podpartym parą masywnych filarów. Podziały frontu ryzalitu akcentują pilastry. W osi ryzalitu nad drzwiami balkonowymi relief przedstawiający herb miasta, nad oknem piętro wyżej – zegar. Wszystkie cztery skrzydła kryją dachy dwuspadowe, zaś blok nieco podwyższonego południowego ryzalitu dach czterospadowy. Wewnętrzna klatka schodowa została w 1960 r. przeszklona monumentalnymi, modernistycznymi witrażami projektu wybitnej słowackiej plastyczki Ester Šimerovej-Martinčekovej (1909-2005).
Teren Rynku wokół Domu Żupnego w każdy wtorek pełnił rolę targowiska, zaś kilka razy do roku odbywały się na nim jarmarki. Teren między południowa fasadą a kościołem św. Mikołaja był z kolei miejscem, na którym odbywały się najważniejsze wydarzenia w dziejach miasta. Tu 8 grudnia 1918 r. miało miejsce zgromadzenie ludowe, na którym Słowacy ze Spisza, Szarysza i Zemplina powitali powstanie Republiki Czechosłowackiej.
Budynek był siedzibą władz komitatu liptowskiego (od 1849 r. żupy liptowskiej). Swoje siedziby miały w nim również żupny sąd i więzienie. W latach 1936–1949 w jego pomieszczeniach znajdowały się ekspozycje Muzeum Krasu Słowackiego (słow. Múzeum slovenského krasu – obecnie Slovenské múzeum ochrany Prírody a jaskyniarstva). Po II wojnie światowej mieścił siedzibę władz powiatowych. Aktualnie jest siedzibą urzędu obwodowego.